# Веттерхан, Карен
Карен Элизабет Веттерхан (16 октября 1948 — 8 июня 1997) — американская учёная, профессор химии в Дартмутском колледже, штат Нью-Гемпшир, которая изучала воздействие токсичных металлов на живые организмы. Умерла от отравления ртутью в возрасте 48 лет из-за случайного контакта с органическим соединением ртути — диметилртутью Hg(CH3)2. Её лабораторные перчатки не обеспечивали необходимую защиту, и воздействие всего лишь нескольких капель диметилртути, проникших через перчатки, привело к тому, что почти через полгода профессор впала в кому.
Веттерхан родилась в Платтсбурге, Нью-Йорк, и получила степень в Университете Св. Лаврентия и Колумбийском университете. Она поступила на факультет Дартмута в 1976 году и опубликовала более 85 научных работ. В 1990 году Веттерхан участвовала в создании проекта «Женщины в науке» Дартмутского колледжа (WISP), который помог поднять в Дартмутском колледже долю женщин, изучающих естественные науки, с 13 до 25 процентов и стал образцом для других аналогичных проектов в США.

## Несчастный случай и смерть
14 августа 1996 года Веттерхан изучала взаимодействие ионов ртути с белками репарации ДНК, а также исследовала токсические свойства другого высокотоксичного тяжелого металла, кадмия.
Диметилртуть использовалась в качестве эталона в измерениях ядерного магнитного резонанса (ЯМР) 199Hg.
Как потом с трудом вспомнила Веттерхан, она пролила одну или две капли диметилртути с кончика пипетки на тыльную сторону руки в латексной перчатке. Несмотря на то что она не сочла это опасным, так как принимала все рекомендуемые меры предосторожности, она произвела уборку рабочего места, прежде чем снять защитную одежду. Однако позднее испытания показали, что диметилртуть может быстро проникать через различные виды латексных перчаток и проникать в кожу в течение примерно 15 секунд. Момент попадания ртути в её организм был подтвержден анализом волос, который показал резкий скачок уровня ртути через 17 дней после инцидента, с достижением максимума через 39 дней и последующими постепенным снижением.
Примерно через три месяца после происшествия Веттерхан начала испытывать короткие эпизоды дискомфорта в животе и заметила значительную потерю веса. Более характерные неврологические симптомы отравления ртутью, включая потерю равновесия и невнятную речь, появились через пять месяцев — в январе 1997 года. Проведённый в этот момент лабораторный тест показал, что Веттерхан испытывала тяжёлое отравление ртутью. Содержание ртути в моче составляло 234 мкг на литр, при нормальном показателе от 1 до 5 мкг/л и токсической концентрации начиная с 50 мкг/л.
Несмотря на активную хелатирующую терапию, состояние быстро ухудшилось. Через три недели после появления первых неврологических симптомов Веттерхан впала в вегетативное состояние с краткими периодами сильного возбуждения. Через три месяца после этого Веттерхан отключили от системы жизнеобеспечения, и она умерла 8 июня 1997 года. Это было сделано в соответствии с указаниями, которые Веттерхан дала до впадения в кому.

## Наследие
Смерть Веттерхан потрясла не только весь химический отдел в Дартмуте, но и регулирующие органы, поскольку отравление произошло несмотря на то, что были приняты все предписанные меры безопасности, включавшие в себя использование латексных перчаток и вытяжного шкафа. В результате проведённых после отравления Веттерхан экспериментов было установлено, что небольшая неполярная молекула диметилртути проникает сквозь большинство используемых химиками перчаток гораздо быстрее, чем ожидалось. По этой причине в настоящее время при работе с диметилртутью и другими аналогичными опасными веществами рекомендуется носить особо прочные эластичные ламинированные пластиком перчатки. Для повышенной защиты поверх этих относительно тонких перчаток надеваются особо прочные внешние перчатки с длинными манжетами, например из неопрена.
В то время диметилртуть была обычным калибровочным эталоном для спектроскопии ЯМР 199 Hg, потому что она имеет ряд преимуществ перед альтернативами. В результате случая Веттерхан рекомендации по безопасности были пересмотрены и использование диметилртути крайне не рекомендуется для любых целей.
Дартмутский колледж учредил награду имени Веттерхан, чтобы поощрить других женщин к научной карьере. Когда это возможно, предпочтение в предоставлении награды отдаётся женщине. Национальный институт наук о здоровье окружающей среды также присуждает ежегодную награду для аспирантов или научных сотрудников в честь Карен Веттерхан.